# Хюсеин Хюсню паша (1877)
Вижте пояснителната страница за други личности с името Хюсеин Хюсню паша.
Хюсеин Хюсню паша (на турски: Hüseyin Hüsnü Paşa) е османски офицер и чиновник.

## Биография
Хюсеин Хюсню е човек с решителен и нетърпящ възражения характер. Той много бързо с изволюва репутация на човек, стремящ се със здрава ръка да се бори с престъпността.
Хюсеин Хюсню е помощник на министъра на полицията Мехмед Емин паша. Двамата успяват да изчистят столицата от престъпници. В 1854 година Мехмед Емин паша е назначен за управител на Македония, Тесалия и Епир. Мехмед Емин паша оставя за свой наместник в Епир Хюсни паша, който бързо успява да изкорени злоупотребите на османските низши чиновници в областта.
След това от май до август 1858 година е управител на Трикалския санджак, където също успява да се справи с върлуващите в областта разбойнически банди.
През август е преместен като валия на еялета в Янина, където управлява до октомври и отново от януари 1863 до януари 1864 г. От февруари 1859 до януари 1860 година е валия на Крит.
От август 1864 до януари 1865 година е валия на Румелийския еялет. В Битоля Хюсню паша активно започва да се бори с разбойническите банди и своеволията на албанските бегове и успява да всее страх у местните турци.
От януари 1865 до декември 1866 година е солунски валия. В Солун също успява да обуздае разбойничеството и да смири донякъде албанските бегове.
От декември 1866 до юни 1867 година е островен валия. От юни 1867 до февруари 1868 година и от юли до ноември 1875 година е валия на Бурсенския вилает (Хюдавендигар). От март 1868 до септември 1871 г. е началник на полицията (заптиета). От май 1873 до април 1874 година е валия на Призрен, а от ноември 1875 до април 1877 година е отново валия в Янина.
Умира в 1877 г.